# Norman Keenan
Norman Dewey Keenan (* 23. November 1916 in Union, Union County (South Carolina); † 12. Februar 1980 in Brooklyn, New York City) war ein US-amerikanischer Jazzmusiker (Kontrabass, Komposition).

## Leben und Wirken
Keenan, der aus einer musikalischen Familie stammte, erhielt zunächst Klavierunterricht. Mit dreizehn Jahren zog er mit seiner Familie nach Brooklyn; bald darauf wechselte er zum Kontrabass und gründete mit Joe Alston eine Band, aus der sich Mitte der 1930er-Jahre die Band von Tiny Bradshaw entwickelte. 1939 verließ er Bradshaw und arbeitete dann kurze Zeit bei Lucky Millinder, anschließend bei Henry Wells und 1940/41 bei Earl Bostic. Mit R. C. Hicks schrieb er die R&B-Vokalnummer „Get in the Groove, the Jive is Fine“ (1941), die im selben Jahr von Harold Boyce and His Harlem Indians (Decca 8585) eingespielt wurde. Ende 1941 leitete er eine eigene Formation, mit der er im New Yorker Small’s Paradise auftrat.
Ab Anfang 1942 arbeitete Keenan bei Cootie Williams, zu hören in Titeln wie „Floogie Boo“ (1944, mit Eddie Lockjaw Davis und Bud Powell) oder „Things Ain’t What They Used to Be“. 1944 wurde er zum Militärdienst eingezogen; nach seiner Entlassung aus der Armee kehrte er 1946 zu Cootie Williams zurück. Gemeinsam mit Williams und Eddie Johnson schrieb er den Titel „Bring ’Em Down Front“ (mit Bob Merrill, Gesang; Capitol 15164). 1947 bis 1949 spielte er bei Eddie „Cleanhead“ Vinson, Ende 1949 bei den Harlemaires. Von 1949 bis 1957 bildete er mit dem Gitarristen Carl Lynch und dem Pianisten Clarence Williams ein Trio, das im Village Vanguard auftrat, bevor er 1957 Begleitmusiker von Harry Belafonte wurde, mit dem er bis 1962 zusammenarbeitete.
Als Sessionmusiker arbeitete Keenan bereits ab den 1940er-Jahren u. a. mit Pearl Bailey, The Ink Spots (1944), The Du-Droppers, Bertice Reading (1953), Big Maybelle (1954) und ab 1960 mit Miriam Makeba, Chad Mitchell und Joan Toliver. Von 1962 bis 1964 spielte er im Studioorchester der Fernsehshow Hootenanny; ab Mitte der 1960er-Jahre gehörte er dem Count Basie Orchestra an, zu hören auf Alben wie Basie Meets Bond (1966), Frank Sinatra/Count Basie at the Sands (1966), Arthur Prysock/Count Basie (Verve, 1966), How About This (mit Kay Starr, 1968), Basic Basie (MPS, 1969), Basie's Timing (1975) und The Retrospective Sessions (Impulse!, erschienen 1978). Keenan trat 1968 mit der Basie-Band auf dem Newport Jazz Festival auf; in den Jahren bei Count Basie, bei dem er bis 1973 blieb, wirkte er auch bei Aufnahmen von Roy Eldridge mit (The Nifty Cat Strikes West, 1966). Im Bereich des Jazz war er zwischen 1942 und 1973 an 96 Aufnahmesessions beteiligt, auch mit Joe Williams (1971), Big Joe Turner (1972) und Teresa Brewer (1973).
Er ist auf dem Calverton National Cemetery begraben.

## Lexikalischer Eintrag
- Benjamin Franklin V: An Encyclopedia of South Carolina Jazz and Blues Musicians. University  of South Carolina 2016